# Unión Nacional de Periodistas (Reino Unido)
La unión nacional de los periodistas (conocido por su abreviatura inglesa como la NUJ) es un sindicato para los periodistas en el Reino Unido y la República Irlandesa. Fue fundada en 1907 y tiene 35.000 miembros. Es un miembro de la Federación Internacional de los Periodistas (IFJ).
La estructura de la unión es democrática y su cuerpo de toma de decisión supremo es su reunión anual del delegado, una reunión de delegados elegidos de todos los ramas a través del Reino Unido, Irlanda y Europa.
Entre las reuniones, las decisiones mienten con el consejo ejecutivo nacional del NUJ, comité de 27 personas, elegido anualmente por los miembros. El consejo ejecutivo nacional (NEC) es presidido por un presidente, elegido - junto con un vicepresidente y un tesorero - en la reunión anual del delegado.
Una balota nacional de todos los miembros elige al general Secretary - actualmente Jeremy estimado - cada cinco años.
El Secretario General es responsable del funcionamiento cotidiano de la unión y de dirigir a su personal. Sin embargo, las decisiones importantes tales como acción industrial que autoriza se deben tomar por el NEC.
Hay una gama de consejos nacionales debajo del NEC, cubriendo diversos secciones y sectores de actividad.
Acoplamiento externo
Sitio web del NUJ: http://www.nuj.org.uk
Recuperado de http://en.wikipedia.org/wiki/National_Union_of_Journalists
- Datos: Q2843420